# Psilocaulon gessertianum
Psilocaulon gessertianum là một loài thực vật có hoa trong họ Phiên hạnh. Loài này được Schwantes miêu tả khoa học đầu tiên.